# Virolingvisztika
A virolingvisztika vagy vírusnyelvészet Istók Béla és Lőrincz Gábor (2020) fogalma a koronavírus teremtette nyelvet vizsgáló nyelvészeti diszciplína megnevezésére:
„A virolingvisztikára olyan ernyőfogalomként tekintünk, amely felöleli az egymástól látszólag eltérő, de témájukban (fókuszukban) azonos (vírustartalmú) nyelvészeti irányvonalakat. [...] A virolingvisztika feladatát egyrészt a fennálló veszélyre való nyelvi (és képi-nyelvi) rámutatás módjának (figyelmeztető funkció), másrészt pedig a kialakult helyzetet karikírozó nyelvi (és képi-nyelvi) megoldások (feszültségoldó funkció) vizsgálatában látjuk” (Istók–Lőrincz 2020: 83).

## A virolingvisztika területei
Istók és Lőrincz (2020) négy nagy csoportba sorolja a koronavírus-járvány nyelvi vonatkozásait:
1. A vírus hatása a szókészletre: új szavak és kifejezések keletkeznek;[2][3] a legtöbb vírusnyelvi lexémát (többszörös) szóösszetétellel hozzák létre;[4] a vírusnyelvi neologizmusok egy része játékos szóalkotással (szándékos szóferdítéssel és szóösszerántással) keletkezik;[1] az új szavakkal és kifejezésekkel kapcsolatban számos helyesírási[5][6] és nyelvhelyességi kérdés[7] is felmerül; a vírusnyelv új metaforákat teremt.[8]
2. A vírus hatása a nyelvi kapcsolattartásra: új nyelvi formulák jelennek meg az elektronikus kapcsolattartásban;[9][10] a valós ölelést a virtuális ölelés jele váltja fel a közösségi oldalakon.[1]
3. A vírus hatása a nyelvi tájképre: a nyilvános tereket a járványveszélyre való figyelmeztetések lepik el; a határon túli magyarlakta településeken sok az egynyelvű felirat.[1]
4. A vírus hatása az internetes nyelvi tájképre: terjednek a koronavírus-mémek;[11] terjednek a koronavírus-emodzsik.[1]

## Írásváltozatok (Covid19,Covid-19,COVID19,COVID-19,COVID 19)
A formális és informális stílusú szövegekben a koronavírus-betegség (ang. coronavirus disease) számos rövidített írásváltozatával találkozhatunk (pl. Covid19, Covid-19, Covid–19, COVID19, COVID-19, COVID 19). A helyesiras.mta.hu nevű oldalhoz tartozó Helyes blog a következő ajánlást fogalmazza meg: „A betegség nevének nincs kodifikált, azaz helyesírási szótárban rögzített írásmódja, így semmilyen írásmód nem számít normasértőnek. Tehát mindenféle írásmód elfogadható, a lényeg az, hogy egy dokumentumon belül lehetőleg ne váltogassuk, hanem egységes legyen.” Balázs Géza az e-nyelv.hu oldalán a nagykötőjeles (Covid–19), Ludányi Zsófia pedig tanulmányaiban (2020a, 2020b: 34) a kötőjel nélküli (Covid19) írásváltozatot javasolja. Az írásmód megválasztásakor érdemes figyelembe venni azt is, hogy milyen típusú szövegről van szó:
„A betegség nevének írásmódját illetően a Nyelvtudományi Intézet nyelvi tanácsadó szolgálata egyeztetett az MTA Magyar Nyelvi Osztályközi Bizottságának és a korábban működő Orvosi Nyelvi Munkabizottságának képviselőivel, s az az állásfoglalás született, hogy általános, köznyelvi használatban a Covid19, míg az orvos olvasóknak, szaktudományos használatra szánt szövegtípusokban a betűszói írásmódú COVID19 javasolható” (Ludányi 2020b: 34).